# His Mother's Son (film 1913)
His Mother's Son è un cortometraggio muto del 1913 diretto da D.W. Griffith.

## Produzione
Il film fu prodotto dalla Biograph Company. Venne girato in California.

## Distribuzione
Distribuito dalla General Film Company, il film - un cortometraggio di una bobina - uscì nelle sale cinematografiche statunitensi il 31 marzo 1913. Copia della pellicola viene conservata negli archivi dell'UCLA